# Noordhoeks

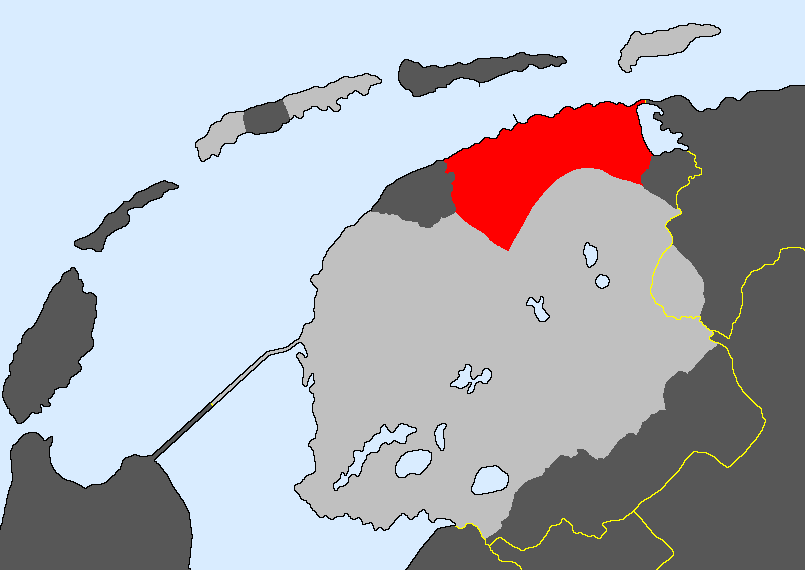
Verspreiding van het Noordhoeks.

Noordhoeks is een dialect van de Friese taal dat wordt gesproken in het noordoosten van de provincie Friesland in het gebied dat ruwweg wordt begrensd door de Waddenzee in het noorden, het Lauwersmeer in het oosten, de lijn Engwierum-Dokkum-Birdaard-Leeuwarden in het zuiden en Het Bildt in het westen.
Noordhoeks werd in 2004 gesproken door naar schatting zo'n 39.000 personen in Friesland en wijkt slechts weinig van het Kleifries af.
Van oorsprong is het Noordhoeks, dat gesproken wordt in de Kleistreek benoorden de Friese Wouden, een overgangsvorm tussen het Kleifries en het Woudfries. Paradoxaal genoeg lijkt het westelijke Noordhoeks, dat aan het Kleifriesgebied grenst, minder op het Kleifries dan het oostelijke Noordhoeks.